# Сегет (Умаг)
Сегет  (итал. Seghetto) (до 1991. године Шегет ) је насељено место у Републици Хрватској у Истарској жупанији. Административно је у саставу града Умага.

## Географија
Сегет је насеље и највећа умашка станција изграђена у 18. веку југоисточно од Умага на надморској висини од 29 метара. Смештено је у плодном пољопривредном подручју изван главних саобраћајних праваца. Становници се баве пољопривредом.

## Историја
Подручје је било насељено још у античко доба и у средњем веку. Почетком 17. века, на земљу су насељене избеглице пред Османлијама из Далмације. Године 1623. долази у власништво породице Венијер. Од прве пололовине 18. века у власништву је породивце де Франчески, која је ту изградила летњиковац, у којем доминира палата. У њеном задњем дворишту налази се зграда уљаре из 19. века. Породица де Франчески истицала се увођењем савремених пољопривредних техника, а на имању је постојала повећа библиотека. Капела у склопу палате има ведну опрему из периода од 17. до почетка 19. века (слика Свете Луције, олтарска пала Узнесења Блажене Дјевице Марије, ормар за литургијско посуђе).

## Становништво
Према последњем попису становништва из 2011. године у насељу Сегет живело је 211 становника у 71. домаћинству.
Кретање броја становника по пописима 1857—2001.
| година пописа  | 1857. | 1869. | 1880. | 1890. | 1900. | 1910. | 1921. | 1931. | 1948. | 1953. | 1961. | 1971. | 1981. | 1991. | 2001. | 2011. |
| бр. становника | 0     | 0     | 100   | 114   | 146   | 139   | 0     | 0     | 121   | 127   | 122   | 111   | 149   | 216   | 190   | 211   |

Напомена: До 1991. исказује се под именом Шегет. У 1857, 1869. 1921. и 1931. подаци су садржани у насељу Умаг. Исказује се као део насеља од 1880, а као насеље од 1900. У 2001. смањено издвајањем насеља Ђуба, за које садржи податке 1981. и 1991.

## Попис1991.
На попису становништва 1991. године, насељено место Шегет је имало 216 становника, следећег националног састава:
| Попис 1991.‍  | Попис 1991.‍  | Попис 1991.‍ | Попис 1991.‍ | Попис 1991.‍ |
| ------------ | ------------ | ----------- | ----------- | ----------- |
|              |              |             |             |             |
| Италијани    | Италијани    |             | 69          | 31,94%      |
| Хрвати       | Хрвати       |             | 64          | 29,62%      |
| Словенци     | Словенци     |             | 7           | 3,24%       |
| Македонци    | Македонци    |             | 6           | 2,77%       |
| Срби         | Срби         |             | 6           | 2,77%       |
| Русини       | Русини       |             | 4           | 1,85%       |
| Муслимани    | Муслимани    |             | 2           | 0,92%       |
| Црногорци    | Црногорци    |             | 1           | 0,46%       |
| неопредељени | неопредељени |             | 6           | 2,77%       |
| регион. опр. | регион. опр. |             | 50          | 23,14%      |
| непознато    | непознато    |             | 1           | 0,46%       |
| укупно: 216  |              |             |             |             |